# Friedrich Schöndorf (Geologe)

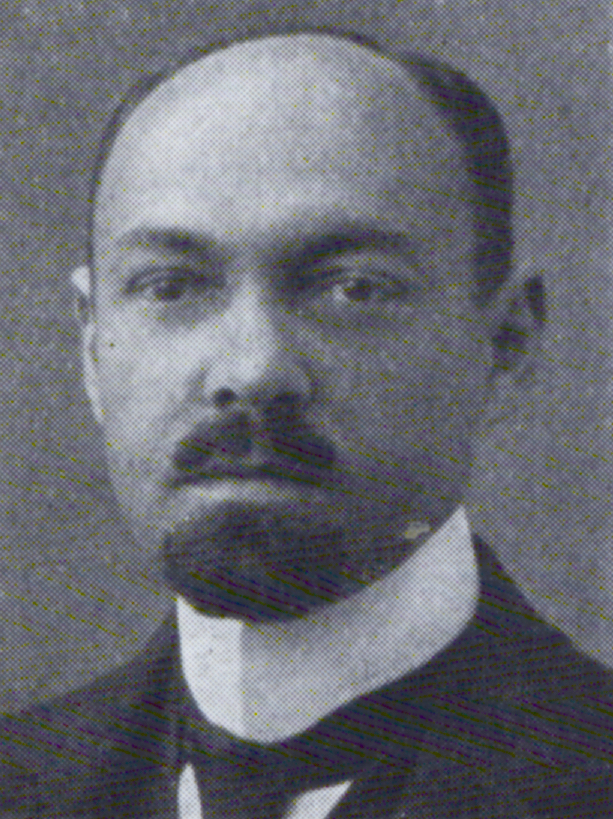
Friedrich Schöndorf (um 1931)

Max Friedrich Hermann Adolf Schöndorf (* 3. Januar 1884 in Sonnenberg; † 20. April 1941 in Hildesheim) war ein deutscher Geologe und Hochschullehrer.

## Leben und Wirken
Friedrich Schöndorf wurde am 3. Januar 1884 in der damals noch eigenständigen Gemeinde Sonnenberg als Sohn des Königlichen Oberförsters Gustav Heinrich Schöndorf und seiner Ehefrau Elise (geb. Pfaff) geboren.
Er wurde 1906 an der Universität Berlin promoviert. Von 1906 bis 1908 war Assistent am Geologisch-Mineralogischen Institut der Universität Greifswald. 1908 wechselte er an die Technische Hochschule Hannover, wo er zunächst Assistent und ab 1909 Privatdozent für Geologie und Mineralogie war. 1916 wurde ihm der Titel Professor verliehen. Im Ersten Weltkrieg arbeitete er in der Kriegsindustrie, wo er mit Fragen des Bergbaus beschäftigt war. Im Winter 1917/1918 war er als Bergwerksgeologe im französischen Minetterevier tätig. Ende 1921 wurde er nichtbeamteter außerordentlicher Professor.
Ab 1925 war Schöndorf Erster Direktor des Römermuseums in Hildesheim. Im selben Jahr heiratete er am 19. Oktober in seiner Heimatstadt Luise Bernhardine Pfaff (1882–1962).
Friedrich Schöndorf starb am 20. April 1941 im Alter von 57 Jahren in Hildesheim.